# Burckhardt Compression
Pour les articles homonymes, voir Meyer et Burckhardt.
Burckhardt Compression AG est une entreprise suisse, basée à Winterthour, spécialisée dans les compresseurs à piston. 

## Historique
L'entreprise est fondée par Franz Burckhardt à Bâle, en 1844. Elle devient une société en commandite en 1876, puis une société anonyme en 1890.
Elle est reprise par Sulzer en 1969, qui déplace son siège Winterthour, dans le canton de Zurich. L'entreprise est alors leader dans la fabrication de compresseurs très haute pression pour la production de polyéthylène.  
Jugée trop peu rentable par Sulzer, elle est rachetée par ses cadres en 2002 et entre en Bourse en 2006,.
À la fin 2015, l'entreprise s'étend aux États-Unis en acquérant 40 % des actions de l'entreprise Arkos Field Services, sise à Houston et comptant alors quelque 300 employés. Elle en rachète la totalité en 2019 ; Arkos ne compte alors plus que 230 collaborateurs.
En 2016, l'entreprise supprime 50 emplois à Winterthour en raison d'un recul des commandes.

### Directeurs
- depuis le 1er avril 2022 : Fabrice Billard[7]
- 2011 - 31 mars 2022 : Marcel Pawlicek[8]
- 2000 - 2011 : Valentin Vogt (de)[9]

## Part de marché, chiffre d'affaires et marge
L'entreprise indique occuper 11 % du marché des compresseurs à piston, estimé à une valeur de 1,4 milliard de francs suisses en 2004, ce qui en fait le troisième producteur mondial derrière Dresser-Rand (en) (29 %) et Nuovo Pignone de General Electric (15 %). 
Son chiffre d'affaires s'élève à 182,4 millions de francs suisses en 2007, 356 millions en 2010-2011, 269,6 millions en 2016-2017 et 599,3 millions en 2018. 
Sa marge bénéficiaire nette est de 10,8 % en 2021.

## Nombre d'employés
L'entreprise emploie 131 collaborateurs en 1890, 421 en 1929, 210 en 1933, 440 en 1939, 462 en 1958, 502 en 1968.
Lors de son rachat en 2002, elle compte 430 employés, puis 983 en 2012 (500 à Winterthour et 240 à Pune, en Inde) et environ 2 100 en 2016 (env. 730 à Winterthour).